# Solenangis conica
Solenangis conica là một loài thực vật có hoa trong họ Lan. Loài này được (Schltr.) L.Jonss. miêu tả khoa học đầu tiên năm 1979.